# Tafelmusik Baroque Orchestra
La Tafelmusik Baroque Orchestra (anche conosciuta semplicemente come Tafelmusik) è un'orchestra barocca canadese specializzata in musica antica con sede a Toronto. Si esibiscono spesso con il coro e suonano strumenti d'epoca.

## Storia
L'orchestra fu fondata nel 1979 dall'oboista Kenneth Solway e dalla fagottista Susan Graves. La violinista Jeanne Lamon è stata direttrice musicale dal 1981 al 2014. La Lamon ha poi ricoperto il ruolo di capo consulente artistico fino al 2017 quando la violinista italiana Elisa Citterio FU nominata nuova direttrice musicale. La Lamon continua a esibirsi e fare tournée con l'orchestra con facoltà ridotte.
L'orchestra ha 19 membri a tempo pieno che sono specializzati in esecuzioni e tecnica storiche, con musicisti aggiuntivi che si uniscono al gruppo quando richiesti.
Il Tafelmusik Chamber Choir, sotto la direzione di Ivars Taurins, fu formato nel 1981 per completare l'orchestra.

## Esecuzioni
La Tafelmusik esegue oltre 50 concerti per la sua stagione di abbonamento presso la sede di Trinity-St. Paul's United Church, una chiesa storica nel quartiere Annex di Toronto, con esibizioni selezionate alla George Weston Recital Hall del Toronto Centre for the Arts e alla Koerner Hall, al Centro per le arti dello spettacolo TELUS ed al Royal Conservatory of Music. Inoltre collaborano con Opera Atelier più volte ogni stagione, operando come orchestra di fiati dell'Opera Atelier per le loro esibizioni al Elgin Theatre nel centro di Toronto.
Il Messiah e il Sing Along Messiah annuali della Tafelmusik, tradizionalmente tenuti alla Massey Hall, sono diventati eventi molto popolari durante il periodo natalizio di Toronto.
L'orchestra organizza tournée per circa dodici settimane all'anno in Canada, negli Stati Uniti e in Europa. Ha anche girato la Repubblica popolare cinese, Hong Kong, Corea e Giappone, nonché Australia, Nuova Zelanda, Israele e Grecia.
Dal 1993 al 2011 la Tafelmusik è stata l'orchestra residente al festival tedesco Klang und Raum nel piccolo villaggio di Irsee, in Baviera.
La Facoltà di Musica dell'Università di Toronto ha collaborato con la Tafelmusik e ha nominato la Tafelmusik Baroque Orchestra come sua Orchestra Barocca residente.
Nel 2002 fu creato il Tafelmusik Baroque Summer Institute per fornire ai musicisti pre-professionisti e professionisti un programma di formazione unico nel campo delle esibizioni barocche strumentali e vocali. L'istituto ha un programma di due settimane composto da corsi di perfezionamento, lezioni private, prove corali e orchestrali, lavori di gruppo da camera, conferenze e seminari e lezioni di danza barocca. La Tafelmusik gestisce anche il Tafelmusik Winter Institute, un programma di formazione intensiva di una settimana lanciato nel 2013.
L'orchestra si esibisce anche senza spartito in diversi spettacoli multimediali che celebrano la storia della musica e degli strumenti musicali. La loro produzione di J.S. Bach: The Circle of Creation ha fatto tournée a livello internazionale.
Nel 2017 l'orchestra ha suonato alla cerimonia di giuramento di Julie Payette, ex astronauta, come Governatore generale del Canada; la Payette è un ex membro del coro.

## Premi
- 9 Juno Award, più recentemente per "Album Classico dell'Anno" per le Sinfonie n. 5 e 6 di Beethoven e "Album per bambini dell'anno" per Avventura barocca: La ricerca di Arundo Donax
- Nel 1996 l'Echo Klassik Award per "La migliore orchestra dell'anno" (il più alto riconoscimento della Germania)

Le registrazioni dell'orchestra hanno ricevuto anche i seguenti premi:
- Scelta dell'editore in Gramophone Magazine
- Registrazione del mese su BBC Music Magazine
- Premi Diapason d'Or
- Record dell'Anno nella rivista Absolute Sound
- Disco del mese in CD Review
- Nomination per il record dell'anno in Gramophone Magazine
- In Inghilterra, The Penguin Guide ha premiato la registrazione di Tafelmusik de Le quattro stagioni di Vivaldi come il più alto riconoscimento, la Rosette nel 1994.

## Discografia
L'orchestra ha realizzato oltre 75 registrazioni, in DVD e CD. Alcune si trovano nella serie Vivarte di Sony Classical. Tafelmusik ha lanciato l'etichetta indipendente Tafelmusik Media nel gennaio 2012, con nuove versioni di The Galileo Project (CD e DVD), Sing-Along Messiah (DVD) e Messiah (CD), oltre a riedizioni di CD Tafelmusik originariamente registrate per Sony e CBC Records.
Le registrazioni includono:
- I Concerti brandeburghesi di Bach
- Il Requiem di Mozart (diretto da Bruno Weil)
- I concerti per pianoforte completi di Beethoven (con Jos van Immerseel come solista e diretti da Bruno Weil)
- Opere di Wilhelm Friedemann Bach
- Musica per i fuochi d'artificio reali di Händel, abbinata a Concerti a duo cori nn. 1-3
- Opere di Salamone Rossi